# ラタキア沖海戦
ラタキア沖海戦（ラタキアおきかいせん、英語: Battle of Latakia、アラビア語: معركة اللاذقية）は、第四次中東戦争中の1973年10月7日にイスラエル海軍とシリア海軍の間で戦われた、小規模だが海戦の様態を変えた海戦史上に残る重要な戦いである。これは世界で初めて行われた艦対艦ミサイルを搭載した艦船（この場合はミサイル艇）同士の海戦であり、電子戦による欺瞞が初めて行われた海戦であった。

## 戦闘までの経過
1973年9月30日、エジプト艦隊の異常な動きを踏まえて、イスラエル海軍の先任情報将校であるラミ・ルンツ大佐は、海軍司令官ベンヤミン・テレム少将に対し、明確な戦争の兆候であると報告した。テレム少将とルンツ大佐は、この情報を参謀本部諜報局長エリ・ゼイラ少将にも通知したものの、ゼイラ少将はこれに同意しなかった。しかし10月1日、エジプト海軍が最高の警戒体制に入ったことが諜知されたこともあり、テレム少将は、開戦が迫っているとの判断を変えなかった。
イスラエル海軍は、10月2日から4日にかけて、ミサイル艇戦隊全力での機動演習を実施していた。これは海軍が整備してきたサールII型・III型・IV型ミサイル艇を中核とする各種武器システムを同時に試験される最初の演習であった。テレム少将は、演習後、6日のヨム・キプル前に帰宅できるよう、4日の午後1時までに乗員たちを上陸させたいと考えていた。しかしルンツ大佐がエジプトの戦争準備の更なる情報を得たことから、4日午前4時、全ての上陸休暇を取り消し、警戒体制に入ることを決心した。
6日午前10時には、シリアが南下する場合の阻止部隊としてサールII型「ミブツァフ」およびサールIV型「レシェフ」の北上が決定され、その後更にサールIII型「ガーシ」「ハニット」が追加された。またミサイル艇戦隊司令バルカイ大佐と幕僚を便乗させて、サールII型「ミツナク」も合流した。一方、エジプトへの備えとして南方任務部隊も組織され、南下した。

## 戦闘の推移

### ラタキア沖への進出
6日夜、北方任務部隊とともに北上中のバルカイ大佐は開戦の知らせを受け、遭遇する全ての敵艦船を沈める権限を付与された。これを受け、バルカイ大佐はシリアの主要港であるラタキアの沖に進出して、シリア艦隊を撃滅することを決心した。
イスラエル艦隊は、左側に「ミツナク」「ガーシ」「ハニット」、右側に「ミブツァフ」「レシェフ」と、二列の縦陣を形成しており、まずシリアの沿岸レーダーを避けるため、西側に大きく回頭してキプロス島に向かったのち、ラタキアに進路を転じた。なおこの内、「ミブツァフ」はミサイル未装備であった。また秘密保全よりも通信の迅速と確達を優先する必要から、作戦中は無線電話での平文交話を主体としていた。
22時28分、ラタキア沖南西35海里 (65 km)で、「ミツナク」のレーダーが1隻の目標を探知した。民間船である可能性が否定できなかったことから、SSMによる視程外での攻撃は行わず、まず同艇が接近して40mm機銃で威嚇射撃したところ、機銃による応射を受けた。目視でもシリア軍の魚雷艇であることが確認されたことから、「レシェフ」の76mm単装速射砲によって撃破された。バルカイ大佐は、大破・漂流するシリア軍魚雷艇の処分のため「ハニット」のみを残し、残る全艦でラタキア沖への進撃を継続した。
シリア軍魚雷艇は、撃破される前に敵艦隊の接近を司令部に報告していたことから、ラタキア沖で哨戒にあたっていたT-43型掃海艇は逃走にかかった。これに対し、まず「ガーシ」が距離20キロメートルでガブリエル艦対艦ミサイル（SSM）を発射したものの、まだ有効射程外であったために目標まで届かず、海中に没した。続いて「レシェフ」が距離18キロメートルで発射し、こちらは命中した。同艇は更にもう1発発射し、こちらも命中させた。

### シリア軍ミサイル艇との交戦
このとき、シリア海軍のコマール型ミサイル艇2隻とオーサ型ミサイル艇1隻がラタキア港から南下したばかりであり、イスラエル艦隊の要撃を指示された。これらのシリア海軍ミサイル艇は、イスラエル艦隊のレーダー画面上ではグラウンド・クラッターに紛れていたことから、探知されずにP-15（SS-N-2）艦対艦ミサイルの射程内に接近できた。シリア軍ミサイル艇が接近し、ついにイスラエル海軍ミサイル艇隊のレーダーに探知された直後、23時27分、P-15艦対艦ミサイルが斉射され、イスラエル側の不意をついた。
しかしイスラエル側はただちにジャミングやチャフ発射などの電子攻撃で対応し、P-15はいずれも外れた。1967年のエイラート事件以来、イスラエル海軍はP-15の対策に神経を尖らせており、その対策が見事に奏効したことから、海軍司令部は歓喜に沸き立った。一方、シリア海軍司令部では、これらの電子攻撃によって、レーダー画面上に高速水上目標×3、低速水上目標×10、ヘリコプターらしき目標2群を認めており、混乱に陥った。
シリア軍ミサイル艇はミサイル斉射後ただちに離脱を図ったものの、イスラエル側のほうが優速で距離をつめられたことから、オーサ型は途中で反転し、再度の攻撃によって遅滞を図った。オーサ型を含むシリア軍ミサイル艇にはいかなるミサイル防御措置も備えられていなかったことから、これは非常に勇気のある決断であった。これに対し、バルカイ大佐は「ガーシ」（艇長シャフレル少佐）を派遣した。両艇は正面から距離を詰めていき、まず距離30キロメートルでオーサ型が、ついで距離20キロメートルで「ガーシ」がミサイル発射を開始し、いずれも2発ずつを発射した。オーサ型のミサイルはいずれも外れ、「ガーシ」のミサイルはいずれも命中した。また「ミツナク」も逃走中のコマール型のうち1隻を射程に捉え、やはりミサイル2発を発射、命中させた。被弾したシリア軍ミサイル艇はいずれも撃沈された。
残る1隻のコマール型は既にミサイルを撃ち尽くしており、またイスラエル艇よりも鈍足で、離脱できる見込みはなかったことから、艇長は岸に座礁・擱座して、乗員を上陸・脱出させた。座礁したコマール型は「ミツナク」により、またミサイル攻撃を受けて大破・漂流するシリア軍掃海艇は「ハニット」によって攻撃・処分された。

## 総括
シリア軍魚雷艇の最初の接触から1時間半で、同海域に展開していた5隻のシリア軍艦艇は一掃され、しかもイスラエル側にはまったく損害がなかった。
11日にも、バルカイ大佐は7隻を率いて、ラタキアを再度攻撃した（ラタキア港襲撃作戦）。この際、シリア側は、同港に投錨していた中立国の貨物船を盾にして反撃してきたが、テレム提督は、付随的損害の可能性を承知で攻撃を許可した。この交戦では、イスラエル側では明らかな戦果は確認できず、また流れ弾で日本の山城丸などが被弾したが、シリア軍はこれを契機に攻勢作戦の意図を完全に喪失し、戦争の残りの期間、二度と港外へ出撃してくることはなかった。

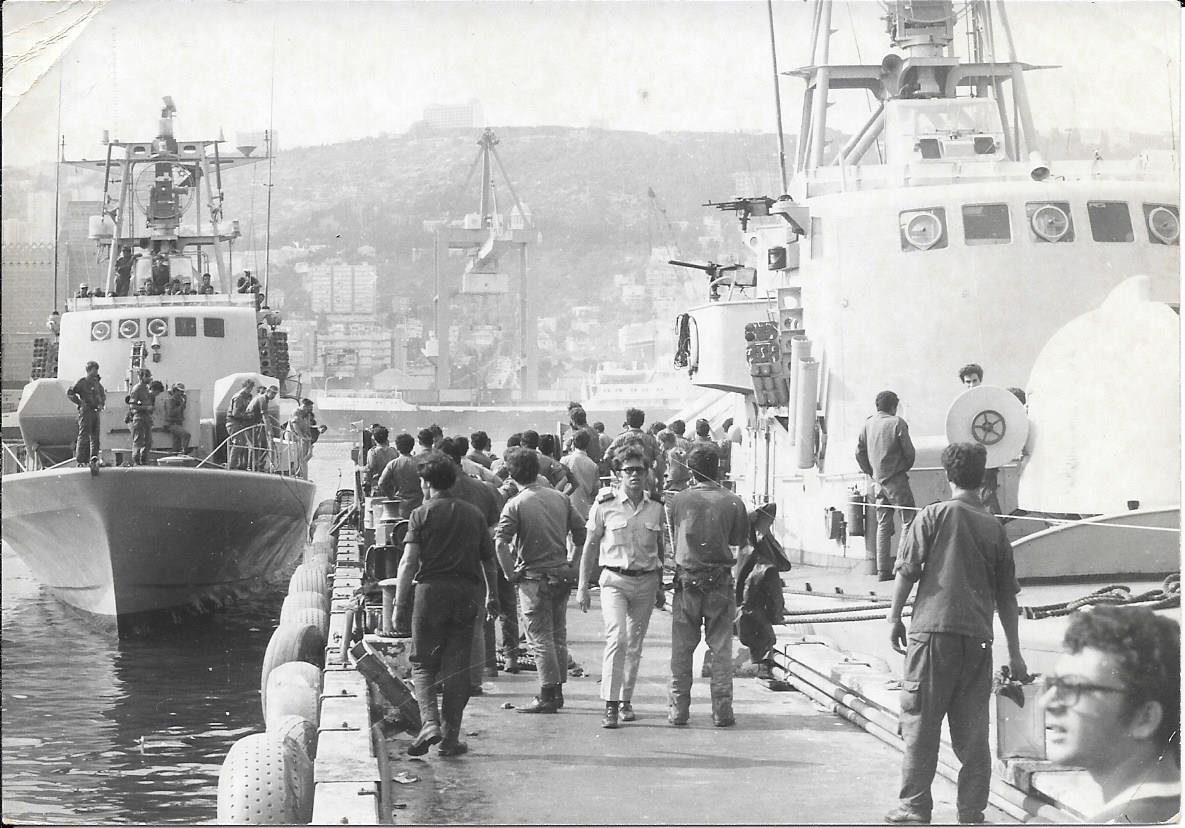
戦闘後、帰投したイスラエル軍ミサイル艇
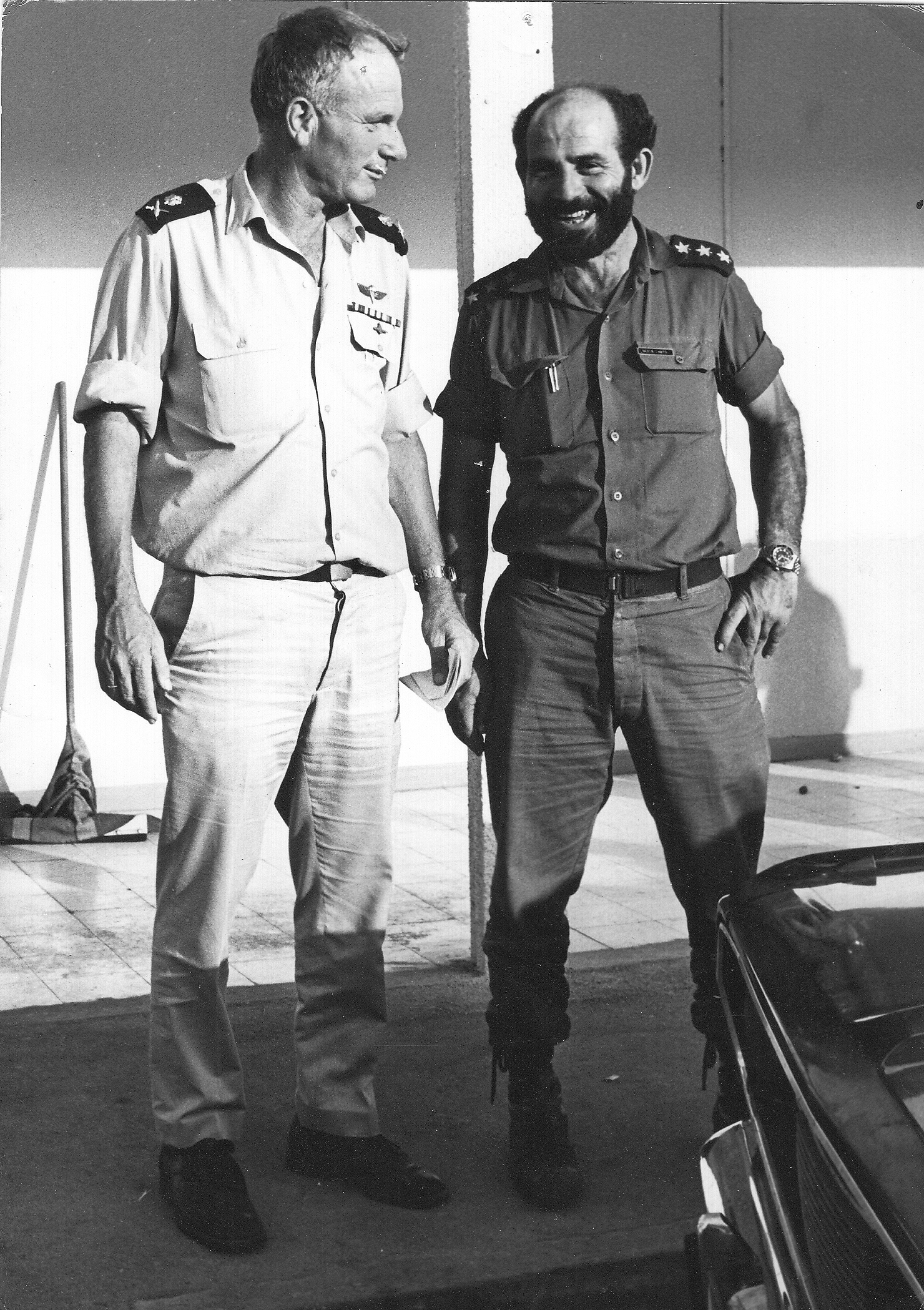
10月7日、バルカイ大佐（右）とテレム少将（左）